# Муамаду-Набі Сарр
Муамаду́-Набі́ Сарр (фр. Mouhamadou-Naby Sarr, нар. 13 серпня 1993, Марсель) — французький футболіст, захисник англійського «Гаддерсфілд Таун».

## Клубна кар'єра
Народився 13 серпня 1993 року в місті Марсель. Вихованець юнацьких команд футбольних клубів «Парі Сен-Жермен» та «Ліон».
У дорослому футболі дебютував виступами за «Ліон» 6 грудня 2012 року в матчі групового етапу Ліги Європи проти ізраїльського клубу «Хапоеля» (Кір'ят-Шмона). Дебют виявився вдалим: на початку матчу Набі відзначився голом, а матч закінчився з рахунком 2-0 на користь «Ліона».
20 жовтня 2013 року дебютував за «Ліон» у Лізі 1, зігравши увесь матч проти «Бордо» (1:1). Утім, провівши за головну команду рідного клубу ще одну гру у чемпіонаті, 2014 року перебрався до Португалії, ставши гравцем «Спортінга».
Згодом протягом 2015–2020 років був гравцем англійського «Чарльтон Атлетик», протягом цих років на правах оренди також грав на батьківщині за «Ред Стар».
11 вересня 2020 року уклав дворічний контракт з «Гаддерсфілд Таун».

## Виступи за збірні
З 2012 року залучався до складу юнацької збірної Франції U-20, з якою 2013 року виграв молодіжний чемпіонат світу в Туреччині. На молодіжному рівні зіграв у 8 офіційних матчах.
Того ж 2013 року провів дві гри за молодіжну збірну Франції, а 2019 року отримав виклик до національної збірної Сенегалу, у складі якої так й не дебютував.

## Статистика виступів

### Статистика клубних виступів
Станом на 2 квітня 2014
| Сезон             | Команда           | Чемпіонат         | Чемпіонат | Чемпіонат | Національний кубок | Національний кубок | Національний кубок | Континентальні кубки | Континентальні кубки | Континентальні кубки | Інші змагання | Інші змагання | Інші змагання | Усього | Усього |
| Сезон             | Команда           | Ліга              | Ігор      | Голів     | Ліга               | Ігор               | Голів              | Ліга                 | Ігор                 | Голів                | Ліга          | Ігор          | Голів         | Ігор   | Голів  |
| ----------------- | ----------------- | ----------------- | --------- | --------- | ------------------ | ------------------ | ------------------ | -------------------- | -------------------- | -------------------- | ------------- | ------------- | ------------- | ------ | ------ |
| 2012–13           | «Ліон»            | Л1                | 0         | 0         | --                 | -                  | -                  | ЛЄ                   | 1                    | 1                    | -             | -             | -             | 1      | 1      |
| 2013–14           | «Ліон»            | Л1                | 2         | 0         | -                  | -                  | -                  | ЛЄ                   | 2                    | 0                    | -             | -             | -             | 4      | 0      |
| Усього за «Ліон»  | Усього за «Ліон»  | Усього за «Ліон»  | 2         | 0         |                    |                    |                    |                      | 3                    | 1                    |               | -             | -             | 5      | 1      |
| 2014–15           | «Спортінг»        | ПЛ                | 8         | 0         | -                  | -                  | -                  | ЛЧ                   | 4                    | 1                    | -             | -             | -             | 12     | 1      |
| Усього за кар'єру | Усього за кар'єру | Усього за кар'єру | 10        | 0         |                    |                    |                    |                      | 7                    | 2                    |               | -             | -             | 17     | 2      |